# John Wanamaker
John Wanamaker (11. července 1838, Filadelfie – 12. prosince 1922) byl americký podnikatel, politik a významná osobnost veřejného a náboženského života v USA.
Je považován za jednoho z „pionýrů marketingu“. Ve vládě prezidenta Harrisona sloužil v letech 1889–1893 jako ministr pošt (United States Postmaster General).